# 阿尔菲·梅
阿尔菲·本·梅（英語：Alfie Ben May；1993年7月3日—）是一名英格蘭足球運動員，司職前鋒，現時效力英甲球會伯明翰足球會。

## 職業生涯

### 早年
阿尔菲·梅生於英格蘭格雷夫森德，9至14歲在米尔沃尔學習踢球，之後因體形問題被放棄。他在業餘球會科林斯展開足球生涯，之後曾效力比利列卡和查塔姆鎮，2014年1月雙重註冊下同時效力布罗姆利。在VCD競技效力一會後，他在2014年8月轉投埃里斯和貝爾維迪爾。2014年9月他曾在英甲球會克鲁試訓，10月轉投法恩堡，但兩星期後離隊回到埃里斯和貝爾維迪爾。2015年10月，他加盟海斯鎮。

### 唐卡斯特
梅在2017年1月與英乙球會唐卡斯特流浪簽約兩年半加盟，成為職業足球員。在2017年2月18日對盧頓鎮的比賽首次打進職業足球首顆進球，最終以1-1完場。

### 車頓咸
2020年1月3日，他與車頓咸簽約兩年半加盟，轉會費沒有公佈。2022年2月19日，他在對韦康比流浪者的比賽中取得大四喜，最終比分為5-5，他亦因此當選為英甲2月最佳球員，該月中他在6場比賽取得8進球。
2022年9月，梅在對剑桥联的比賽取得進球後，成為了球會在英格蘭足球聯賽進球最多的球員。他效力球隊兩年半期間，共在各項賽事上場165次並打進67球。

### 查爾頓
2023年7月7日，梅轉投查尔顿竞技並簽約兩年，及附有一年延長權，轉會費據報導約£250,000，同日官宣他會穿上9號球衣。他在2023年10月聯賽上場6次並打進7球，使他當選為該月英甲最佳球員。他在這賽季共在聯賽打進23球，使取成為該季英甲神射手贏得金靴獎。此外他當選為PFA年度英甲最佳球員和入選最佳陣容。

### 伯明翰城
2024年7月2日，伯明翰買下梅，雙方簽約三年。他在伯明翰首場比賽是球季揭幕日對雷丁的比賽，以先發身份上場，並透過點球幫球隊追平，最終以1-1完場。之後的三場聯賽，他均取得進球。

## 榮譽
車頓咸
- 英格蘭足球乙級聯賽冠軍：2020–21[31]

個人
- 車頓咸足球先生：2021–22[32]、2022–23[33]
- 車頓咸球迷選出最佳球員：2021–22[32]、2022–23[33]
- 英甲最佳陣容: 2023–24[34]
- 英甲金靴獎：2023–24[25]
- 查爾頓足球會年度最佳球員：2023–24[35]
- PFA年度英甲最佳球員：2023–24[26]
- PFA年度最佳陣容：2023–24英甲　[27]